# エオゾーン

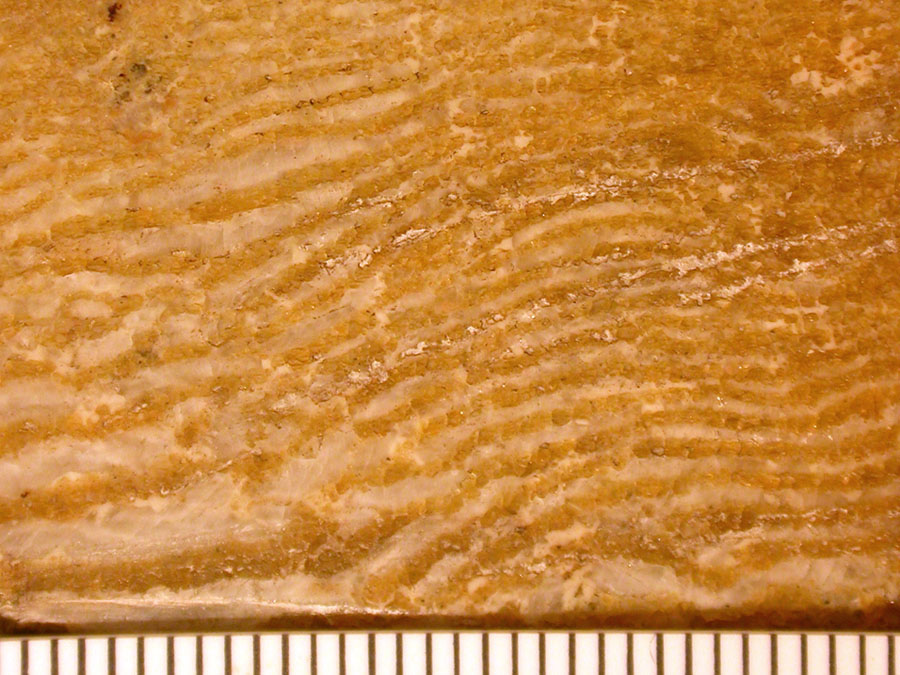
カナダの先カンブリア時代の地層から産出したエオゾーン・カナデンセ (Eozoön canadense)。方解石と蛇紋石の互層からなる変成岩である。目盛りはミリメートル。

エオゾーン（英語: Eozoon）は、先カンブリア時代の地層から産出する偽化石である。かつては有孔虫の化石だと主張されていたが、現在では石灰岩が変成作用を受けて発達した構造だと考えられている。
1865年、ジョン・ウィリアム・ドーソンは粗い結晶質の方解石と蛇紋石が帯状に並ぶ構造を巨大な有孔虫として記載し、Eozoön canadense（「カナダの暁の動物」の意）と命名した。ドーソンはこれを知られている最古の化石であると主張した。この「化石」は1863年にカナダ、ケベック州グレンヴィルの近くのコート・サン・ピエール (Côte St. Pierre) に露出する、先カンブリア時代の変成した石灰岩の中から発見された。ドーソンはこれを「カナダ地質調査所の科学的栄誉の中で最も輝かしい宝石の一つ」と呼んだ。その後、エオゾーンは他の場所からも見つかり、報告された。
1894年、同じようなエオゾーン構造がヴェスヴィオ山から噴出した変成を受けた石灰岩のブロックの中からも見つかり、この構造が石灰岩の変成過程で形成されたものであることが証明された。